# Volker Henning Drecoll
Volker Henning Drecoll (* 16. November 1968 in Langenhagen) ist ein deutscher evangelischer Theologe und Kirchenhistoriker.

## Leben
Drecoll – Sohn eines Vermessungsingenieurs – besuchte das Kaiser-Wilhelm-Gymnasium in Hannover und studierte von 1988 bis 1993 an der Westfälischen Wilhelms-Universität in Münster Theologie. 1993 legte er hier seine erste theologische Prüfung ab. 1996 promovierte er über Basilius von Cäsarea, den bedeutenden Heiligen der Ostkirche. 1998 habilitierte er sich mit der Schrift Die Entstehung der Gnadenlehre Augustins. Sein Vikariat absolvierte er von 1998 bis 2000 in der St.-Marien-Gemeinde in Osnabrück und am Predigerseminar St. Michael in Hildesheim. Im Anschluss legte er seine zweite theologische Prüfung ab und wurde am 25. Juni 2000 ordiniert. Von 2000 bis 2001 war er als Pfarrer auf Probe in der Ev.-luth. St. Antonius-Kirchengemeinde in Wagenfeld (bei Diepholz) tätig. 
Im Jahr 2001 erhielt Volker Drecoll ein Heisenbergstipendium der Deutschen Forschungsgemeinschaft. Von 2002 bis 2003 war er als Lehrstuhlvertreter in Tübingen tätig. Hier bildete die Gnadenlehre von Augustinus einen Schwerpunkt seiner Forschungstätigkeit.
Seit 2004 ist Volker Drecoll Inhaber einer C4-Professur für Kirchengeschichte mit dem Schwerpunkt Alte Kirche/Patristik an der theologischen Fakultät der Universität Tübingen. Hier vertritt er unter anderem auch die Christliche Archäologie.
Im April 2005 wurde er mit dem Amt des Ephorus des Evangelischen Stifts Tübingen betraut, in welchem er dem Theologen Eberhard Jüngel nachfolgte.

## Familie
Volker Drecoll ist verheiratet und hat zwei Kinder.  

## Auszeichnungen
- Karl-Arnold-Preis der Nordrhein-Westfälischen Akademie der Wissenschaften, Düsseldorf (2001)
- Preis zur Förderung des wissenschaftlichen Nachwuchses der Gesellschaft zur Förderung der Westfälischen Wilhelms-Universität Münster (2001)

## Werke
- Die Entwicklung der Trinitätslehre des Basilius von Cäsarea. Sein Weg vom Homöusianer zum Neonizäner, Forschungen zur Kirchen- und Dogmengeschichte 66, Göttingen 1996
- Die Entstehung der Gnadenlehre Augustins, Beiträge zur Historischen Theologie 109, Tübingen 1999
- Der Passauer Vertrag (1552) – Einleitung und Edition, Arbeiten zur Kirchengeschichte 79, Berlin/New York 2000
- Pneumatologie in der Alten Kirche (gemeinsam mit Wolf-Dieter Hauschild), Traditio Christiana 12, Bern u. a. 2004 (zugleich in französischen Übersetzung: Le Saint-Esprit dans l’Eglise ancienne)
- zahlreiche weitere Publikationen (Aufsätze, Rezensionen, Lexikonartikel), siehe Persönliche Webseite.